# Острови у мережі
Острови у мережі (англ. Islands in the Net) — науково-фантастичний роман американського письменника Брюса Стерлінга. Розглядаються проблеми віку інформації, раннє бачення глобальної інформаційної мережі і долі країн, які стоять за цією мережею.

## Зміст
Дія відбувається на Землі, у 2023–2025 роках. Розвинені країни нерозривно пов’язані у всесвітній комп’ютерній мережі даних. Відмовившись від спроб конкурувати з японським індустріальним дзайбацу, США розвинули "корпоративні партнери" - різновид багатонаціональних розширених бізнес-родин. Головна героїня Лора Вебстер, мати 3-місячної Лоретти, працює співробітницею зі зв'язків з громадськістю у всесвітній корпорації економічних демократів «Різом». Разом зі своїм чоловіком Девідом вони керують «Лоджем» — курортом для працівників «Різом» на острові Галвестон (штат Техас).
«Різом» організовує конференцію з банками «EFT Commerzbank» із Люксембургу, «The Young Soo Chim Islamic Bank» та «Grenada United Bank». Вона проходить у «Лоджі». Після першого дня конференції Вінстона Стаббса, представника Гренади, вбивають. Організація, яка зізнається у його вбивстві, називає себе "F.A.C.T." (Вільна армія боротьби з тероризмом). «Різом» вирішує відправити Лору з чоловіком і дитиною до Гренади з дипломатичною місією, щоб довести, що «Різом» не має відношення до вбивства.
Перебуваючи в Гренаді, Лора та Девід дізнаються про її трагічну історію та передові технології, які процвітають на острові завдяки «божевільним лікарям», таким як американець Брайан Прентіс. Гренадою керує одна партія — Рух нового тисячоліття — з прем'єр-міністром Еріком Луїсоном, який використовує традицію вуду як засіб підтримки порядку в країні. Їжи тут вдосталь і вона дешева, яку виготовляють з одноклітинного білка. Наркотики у формі чистого синтетичного ТГК також є дешевими та широко доступними. Лорі та Девіду вдається втекти з Гренади після нападу Сінгапуру. Вони перебираються до Атланти, де Девід бере доньку в один із закладів «Різома», а Лора вирушає до Сінгапуру, щоб продовжити свою місію покращувати світ.
У Сінгапурі вона стає свідком запуску першої сінгапурської космічної ракети, що відзначається промовою прем’єр-міністра Сінгапуру та лідера Партії народних інновацій Кім Су Лок. Святкування закінчується хаосом, коли прем’єр-міністр плюється вогнем і вибухає, ставши, як виявилося, жертвою псевдовуду трюків Гренади. Ця подія викликає національну паніку та заворушення. Гренада вторгається в Сінгапур у відповідь на попередню атаку Сінгапуру. Крім того, опозиційна партія Сінгапуру Антилейбористська партія намагається використати ситуацію, щоб прийти до влади. Останньою групою, яка вторглася в Сінгапур, є «Червоний Хрест».
Відрізана від мережі, Лора не може зв’язатися зі своїм чоловіком або штаб-квартирою «Різома». Разом з іншими працівниками своєї установи арештована, де у в'язниці чекає кінця війни. На жаль, Лора під час втечі потрапляє на дах «The Young Soo Chim Islamic Bank». Звідти вертоліт доставляє її та інших тих, хто вижив під час заворушень, на вантажне судно десь у середині Індійського океану. Корабель бомбить F.A.C.T., і Лору доставляють на один із підводних човнів F.A.C.T., де вона дізнається більше про організацію. Потім її доставляють літаком до в'язниці в Бамако (столиці Малі). F.A.C.T. взяли під контроль малійський уряд, щоб забезпечити собі військову базу. Після розмови з інспектором в'язниць вона дізнається, що становить загрозу для організації, оскільки вони думають, що вона знає, що у них є атомна бомба, яку вони зберігають на борту «Фермопіл» — підводного човна, на якому вона була.
Два роки вона проводить у в'язниці. Коли Південноафриканська країна, підтримана європейськими органами Віденської конвенції, атакує Малі, її везуть у конвої на атомну площадку, щоб її зняли на камеру як заручницю. Вона дивом звільняється, коли на конвой нападає група туарегів. Їх лідером є Джонатан Грешем, американський журналіст і радикал, який допомагає туарегам боротися з будь-якими формами зовнішнього втручання в їх традиційний спосіб життя.
Грешем везе Лору доо табору допомоги, щоб врятувати життя її супутниці по конвою — лікарки Катьє Селус, яка була поранена під час бою. За межами табору допомоги Грешем записує заяву Лоори про все, що з нею сталося, і надсилає її в Мережу. У Лори та Ґрешема зав'язуються романтичні стосунки, але це почуття не має майбутнього, тому що вона має повернутися до Сполучених Штатів, а Ґрешем продовжуватиме допомагати туарегам.
Лора прибуває до Галвестону, де бере участь в офіційній вечірці «Різом», організованій для неї. Її чоловік Девід втратив надію, що вона жива, і зв’язався з Емілі Донато, її найближчою подругою, а його доньку виховує мати Лори — Маргарет. Лора продовжує працювати на «Різом» і намагається покращити світ, роблячи це. В останній сцені роману описується бомбардування Хіросіми F.A.C.T. На щастя, цього разу бомба не розірвалася.

## Теми
- глобалізація та інформація, новітні технології, роль держави, корпорацій та особистості
- фемінізм. Головна героїня — жінка, і, що важливіше, сучасна, розумна жінка, мотивована поєднанням особистого вибору та ситуацій, у яких вона опинилася.

## Передбачення
- звершення апартеїду в ПАР
- мережа Подібно до сьогоднішнього Інтернету.
- бігові кросівки з електронним доповненням аналогічним останнім виробам компаній Nike і iPod.
- кінець холодної війни
- персональні комп'ютери в поєднанні з телефонами
- безпілотні транспортні засоби
- піратство даних

## Критика
Автор демонструє своє моторошно прозорливе бачення майбутнього, де домінує Мережа, і те, як цей усюдисущий взаємозв’язок одночасно змінює світ і зміцнює багато наших простих людських схильностей. Як панування транснаціональних корпорацій впливає на відчуття громадянства, що призводить до глобального занепаду суверенної держави. 
Найпотужнішим аспектом цього роману є його здатність стирати межу між терористом і політиком. Читач ніколи не знає, хто з героїв є хорошим чи поганим, з кожною подією вони діють по-різному. Політичні ракурси представлені реалістично, щоб витіснити будь-яке чорно-біле розуміння, і, у свою чергу, напруга посилюється.

## Нагороди
- 1989 рік — переможець Меморіальної премії імені Джона Кемпбелла за найкращий науково-фантастичний роман.
- 1989 рік — номінованант премій Г'юго та Локус